# Шестовичи (деревня)
Шестовичи (бел. Шасто́вічы) — деревня в Мозырском районе Гомельской области Беларуси. Входит в состав Осовецкого сельсовета.
На юге граничит с лесом.

## География

### Расположение
В 17 км на юго-восток от Петрикова, 18 км от железнодорожной станции Муляровка (на линии Лунинец — Калинковичи), 206 км от Гомеля.

### Гидрография
На реке Сколодина (приток реки Припять).

## Транспортная сеть
Транспортные связи по просёлочной, затем автомобильной дороге Лунинец — Гомель. Планировка состоит из 2 изогнутых улиц почти широтной и меридиональной ориентации, к которым на западе присоединяется плотно застроенный участок. Жилые дома деревянные, усадебного типа.

## История
Обнаруженный археологами курганный могильник (19 насыпей, в 2 км на северо-запад от деревни) свидетельствует о заселении этих мест с давних времён. По письменным источникам известна с начала XVI века как село, дарованное королём Сигизмундом I князюК. И. Острожскому, входила в Мозырский повет Минского воеводства Великого княжества Литовского. Позже была во владении иезуитов, затем казны, в 1777 году продана епископу Виленскому И. Масальскому.
После 2-го раздела Речи Посполитой (1793 год) в составе Российской империи. В 1879 году обозначена в Скрыгаловском церковном приходе. В 1905 году открыта школа, которая размещалась в наёмном крестьянском доме. В 1908 году в Слобода-Скрыгаловской волости Мозырского уезда Минской губернии.
В 1930 году организован колхоз. Во время Великой Отечественной войны в 1943 году оккупанты убили 25 жителей (похоронены в могиле жертв фашизма на кладбище). В боях около деревни погибли 18 советских солдат и партизан (похоронены в братской могиле около клуба). 67 жителей погибли на фронте. Согласно переписи 1959 года в составе совхоза «Припятский» (центр — деревня Велавск). Располагался фельдшерско-акушерский пункт.
До 1 июня 2021 года входила в состав Петриковского района. Указом Президента Республики Беларусь от 5 апреля 2021 года № 136 «Об административно-территориальном устройстве Витебской, Гомельской и Могилёвской областей» с 1 июня 2021 года деревня Шестовичи включена в состав Мозырского района.

## Население

### Численность
- 2004 год — 55 хозяйств, 85 жителей.

### Динамика
- 1795 год — 27 дворов.
- 1834 год — 32 двора.
- 1897 год — 78 дворов, 488 жителей (согласно переписи).
- 1908 год — 92 двора, 586 жителей.
- 1917 год — 684 жителя.
- 1925 год — 135 дворов.
- 1959 год — 601 житель (согласно переписи).
- 2004 год — 55 хозяйств, 85 жителей.

## Достопримечательность
- Курганный могильник периода раннего средневековья, Х–ХIII вв., 2 км на юго-запад от деревни, между восточным берегом Глиницкого озера и дорогой Шестовичи – Глиница, у лесу —  Историко-культурная ценность Республики Беларусь, шифр 313В000585.